# Painshawfield
Painshawfield – wieś w Anglii, w hrabstwie Northumberland. Leży 19 km na zachód od miasta Newcastle upon Tyne i 399 km na północ od Londynu. W 2001 miejscowość liczyła 2106 mieszkańców.